# Romance Town
Romance Town (coréen : 로맨스 타운) est une série télévisée sud-coréenne de KBS. Elle a d'abord été diffusée le 11 mai 2011 et a pris fin le 14 juillet 2011. 

## Synopsis
Romance Town raconte l’histoire d'une jeune fille nommée Soon-Geum. Sa mère et sa grand-mère ont travaillé comme femme de ménage et elle finit par travailler comme femme de ménage aussi, embauchée par le riche et beau Kang Gun Woo. Mais un jour elle gagne à la loterie….

## Distribution
- Sung Yu-ri - No Soon-Geum
- Jung Gyu Woon - Kang Gun Woo
- Kim Min Joon - Kim Young Hee
- Min Hyo-rin - Jung Da Kyum
- Yang Jung Ah - Seo Yoon Joo
- Lee Kyung Sil - Um Soo Jung
- Park Ji Young - Oh Jyun Joo
- Lee Jung Kil - Jang Chi Kook
- Shin Shin Ae - Kim Soon Ok
- Kwon Ki Sun - Oh Boon Ja
- Kim Ye Won - Thu Zar Lin
- Jo Sung Ha - Hwang Yong
- Yoo Ri El - Hwang Joo Won
- Lee Kyung Shil - Uhm Soo Jung
- Kim Jae In - Yoon Shi Ah
- Ju Jin-mo - No Sang Hoon
- Kim Dong Bum - Choi Goon
- Heo Tae Hee - Son Jin Pyo
- Im Ye Jin - mère de Soon-Geum